# Китайський Тайбей на зимових Олімпійських іграх 2002
Тайвань на зимових Олімпійських іграх 2002 року у Солт-Лейк-Сіті був представлений 6 спортсменами у двох видах спорту — санному спорті і бобслеї. Прапороносцем на церемонії відкриття Олімпіади був саночник Лінь Чжуйбінь. Тайванські спортсмени не здобули жодної медалі.

## Бобслей
| След  | Спортсмени                                             | Дисципліна         | Спуск 1 | Спуск 1 | Спуск 2 | Спуск 2 | Спуск 3 | Спуск 3 | Спуск 4 | Спуск 4 | Разом   | Разом |
| След  | Спортсмени                                             | Дисципліна         | Час     | Місце   | Час     | Місце   | Час     | Місце   | Час     | Місце   | Час     | Місце |
| ----- | ------------------------------------------------------ | ------------------ | ------- | ------- | ------- | ------- | ------- | ------- | ------- | ------- | ------- | ----- |
| TPE-1 | Чжень Чжіньсань Чжень Чжієньлі Лінь Жуеймін Чжієнь Шен | четвірки, чоловіки | 48.86   | 30      | 49.19   | 31      | 50.03   | 28      | 49.68   | 28      | 3:17.76 | 29    |

## Санний спорт
| Дисципліна          | Спортсмен     | 1 заїзд   | 1 заїзд | 2 заїзд   | 2 заїзд | 3 заїзд   | 3 заїзд | 4 заїзд   | 4 заїзд | Загальний результат | Загальне місце |
| Дисципліна          | Спортсмен     | Результат | Місце   | Результат | Місце   | Результат | Місце   | Результат | Місце   | Загальний результат | Загальне місце |
| ------------------- | ------------- | --------- | ------- | --------- | ------- | --------- | ------- | --------- | ------- | ------------------- | -------------- |
| одномісні, чоловіки | Ля Чжягсунь   | 55.390    | 48      | 49.092    | 46      | 51.888    | 46      | 51.509    | 45      | 3:25.986            | 48             |
| одномісні, чоловіки | Лінь Чжуйбінь | 49.602    | 47      | 50.328    | 49      | 52.277    | 47      | 51.509    | 45      | 3:23.716            | 47             |